# 다니마치 분기점
다니마치 분기점(일본어: 谷町ジャンクション, たにまちジャンクション 다니마치잔쿠션[*])은 일본 도쿄도 미나토구에 있는 수도고속도로 도심 환상선과 수도고속도로 3호 시부야 선의 교차로이다. 다니마치의 이름은 소재지의 옛 지명인 아자부타니마치(일본어: 麻布谷町, あざぶたにまち)에서 유래했다.
아시아 고속도로 1호선의 기점이다.

## 구조물 정보
- 위치 : 도쿄도 미나토구 롯폰기잇초메

## 접속하는 노선
- 수도고속도로 도심 환상선
- 수도고속도로 3호 시부야 선

## 주변
- 롯폰기잇초메 역
- 일본 IBM
- 이즈미 가든
- 도쿄 도민 은행 본점